# Étienne Crignon de Bonvalet
Pour les articles homonymes, voir Crignon et Bonvalet.
Pour les autres membres de la famille, voir Famille Crignon de Bonvalet.
Étienne Crignon de Bonvalet (28 août 1763 à Montrichard - 10 avril 1832 à Paris) est un homme politique français.

## Biographie
Étienne Crignon de Bonvalet est le fils d'Étienne Crignon de Bonvalet, greffier en chef du bailliage et siège royal de Montrichard, et de Marie-Anne Bouchereau.
Sa carrière professionnelle dans la justice et comme agent de change se déroule à Paris. Dans cette seconde activité, il acquiert une grosse fortune et devient un notable de Loir-et-Cher où il fait l'acquisition de plusieurs domaines importants, dont le château de Pezay à Marolles.
Il devint député de Vendôme le 21 avril 1828, en remplacement de Joseph Pelet de la Lozère. Crignon de Bonvalet s'assit au centre gauche, et vota avec les royalistes constitutionnels.
Il est des 221, et obtient sa réélection le 12 juillet 1830, applaudit à la révolution de juillet, et prête serment à Louis-Philippe. Réélu encore le 5 juillet 1831, par le 3e collège, celui de Vendôme, il vote avec la majorité gouvernementale, mais meurt pendant la session, en 1832, victime du choléra.
Il avait fait chevalier de la Légion d'honneur du 25 mai 1831.
Il demeure à Paris dans son hôtel du no 21, place Vendôme, l'hôtel de Fontpertuis, qu'il a acquis en 1801.

## Sources
- « Étienne Crignon de Bonvalet », dans Adolphe Robert et Gaston Cougny, Dictionnaire des parlementaires français, Edgar Bourloton, 1889-1891 [détail de l’édition]
- Alain Maureau, Germaine Peyron-Montagnon, André Palluel-Guillard, Grands notables du Premier Empire: notices de biographie sociale, Éditions du CNRS, 1982